# Прейкестолен
Прейкестолен або Прекестолен (норв. Preikestolen, англ. Preacher’s Pulpit («Кафедра Проповідника») або англ. Pulpit Rock («Скеля-Кафедра»), яка в давнину називалася «Hyvlatonnå» («Лезо теслярського рубанка»)) — масивна скеля висотою 604 метри над Люсе-фіордом, навпроти плато К'єраг (Kjerag), Форсан (Forsand), Рюфюльке, Норвегія. Вершина скелі має розміри 25 на 25 метрів (82 на 82 фути), майже плоска та є відомою туристичною пам'яткою в Норвегії.
Туризм до цього місця значно зростає, щороку плато відвідують від 150 тис. до 200 тис. людей, які долають 3.8 км. (2.4 милі) до Прейкестолена — одного з найвідвідуваніших природних туристичних місць у Норвегії.

## Доступ

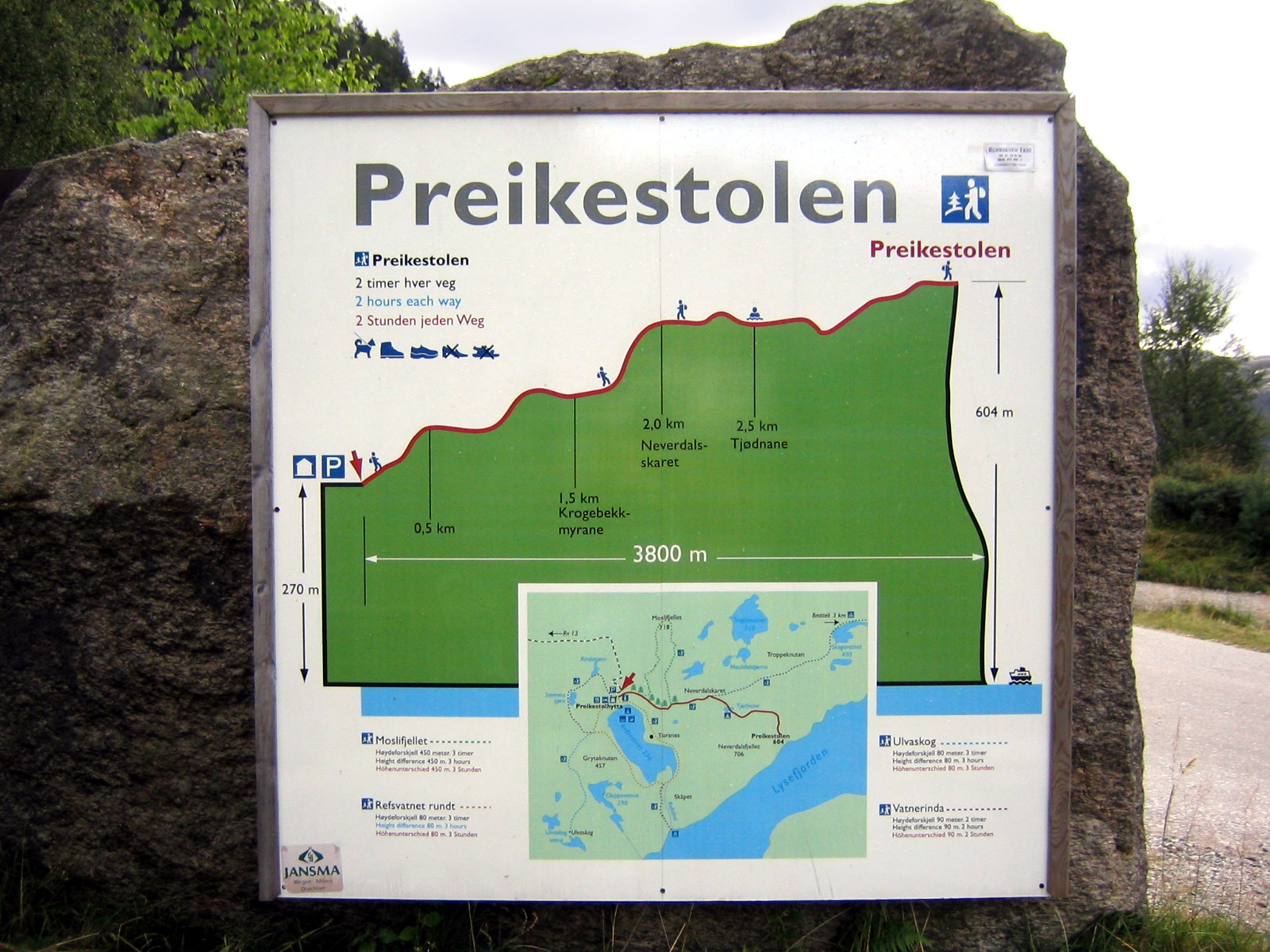

Скеля-Кафедра знаходиться в фюльке Ругалан в Західній Норвегії. Місто Ставангер, четверте за величиною у Норвегії, знаходиться всього за 25 кілометрів від пам'ятки, але щоб дістатися від Ставангера до автомобільної парковки у підніжжі Кафедри-Скелі потрібно витратити 40 хвилин їзди автомобілем, використовуючи пыдводний тунель, або скористатись поромом. 
Дорога до місця закінчується на парковці Прейкестолен Ф'єлстує (Fjellstue). Стежка від автомобільної парковки пролягає через різноманітні гірські ландшафти. 
Шлях до скелі Прейкестолен у деяких місцях є надто урвистим. Він розпочинається з Прейкестолхітта (Preikestolhytta), на висоті близько 270 метрів (886 футів) над рівнем моря і піднімається аж до 604 метрів (1982 футів). Дорога займає від 1 до 3 годин пішки залежно від досвіду та рівня фізичної підготовки. Навіть попри те, що різниця у висоті становить всього 334 м., і відстань є не дуже довгою (3,8 км в один бік), підйом є досить важким для не досвідчених хайкерів. Останні роки стежку обладнали та виклали камінням, місцями зробили зручні ступені. 
Підйом не рекомендується взимку та навесні, коли шлях укритий снігом та кригою. Період між квітнем та жовтнем є найкращим часом для подолання цього шляху. У поході знадобляться міцне взуття та дощовики.

## Зовнішні посилання (External links)
- Norway Travel - опис та поради як дістатися до Кафедри Проповідника.
- Visit Norway - офійійний путівник по Норвегії.

## Клімат
Помірний та вологий клімат переважає вздовж узбережжя фіордів.